# دریاچه سبژسکویه
دریاچه سبژسکویه (انگلیسی: Lake Sebezhskoye) یک دریاچه در استان پسکوف کشور روسیه است.